# Іона, або Художник за роботою (фільм)
«Іона, або Художник за роботою» — радянський короткометражний художній фільм 1984 року, поставлений Олександром Кайдановським за однойменним оповіданням Альбера Камю. Дипломна робота Олександра Кайдановського.

## Сюжет
Головний герой фільму — художник Іона. Він разом з дружиною та чотирма дітьми живе і працює в майстерні. Іона намагається повністю присвятити своє життя творчості і пошукам натхнення. Він постійно стикається з нерозумінням оточуючих його людей, які заважають йому працювати. Дружина розуміє Іону краще за всіх, але і вона, не дивлячись на любов до нього, вимагає від Іони більшого місця в житті. Не витримавши всієї життєвої суєти, Іона стає відлюдником. Він йде жити і працювати на горище. В процесі роботи Іона доводить себе до виснаження. На горищі його, який нарешті побачив істину, знаходять близькі.

## У ролях
- Борис Плотников — Іона
- Наталія Арінбасарова — дружина Іони
- Вітаутас Паукште — гість художника (озвучив Володимир Заманський)
- Михайло Філіппов — гість художника
- Борис Шувалов — епізод
- Зоя Кайдановська — епізод

## Знімальна група
- Режисер:  Олександр Кайдановський
- Сценаристи:  Олександр Кайдановський,  Георгій Рерберг
- Оператори:  Георгій Рерберг,  Юрій Клименко